# Yosemite Creek
Lo Yosemite Creek è un torrente lungo 21.2 km che scorre nel Parco nazionale di Yosemite in California. La fama del torrente è legata al fatto che le sue acque vanno a formare la Yosemite Falls, la cascata più famosa del parco nonché una delle più alte e celebri a livello internazionale.

## Geografia
Il torrente sorge dai Grant Lakes (37.90103°N 119.54072°W), di cui è l'emissario. Successivamente scorre in direzione Sud-Ovest attraversando l'altopiano di Eagle Creek Meadow. Al termine dell'alto piano, il torrente alimenta le Yosemite Falls compiendo un salto di 739 metri. Successivamente sfocia nel Fiume Merced, il principale corso d'acqua della Yosemite Valley, in prossimità del Yosemite Village.
Il bacino idrografico del torrente misura 110 km2 ed è prevalentemente costituito da roccia granitica con una frazione modesta di suolo. In ragione di quanto appena specificato l'area è poco permeabile ed assorbe una quota minimale delle acque piovane. La maggior parte dell'acqua che alimenta lo Yosemite Creek deriva dallo scioglimento delle nevi invernali ed è pertanto soggetta ad una significativa variabilità in termini di portata durante il corso dell'anno. Il picco di portata si registra normalmente a maggio e giugno, con una riduzione graduale ma significativa nel corso dell'estate. I valori minimi vengono normalmente raggiunti nei mesi di ottobre e novembre.
Un'ulteriore conseguenza della natura rocciosa del bacino è rappresentata dall'elevato rischio di alluvioni: la limitata permeabilità del terreno porta lo Yosemite Creek ad uscire dagli argini in concomitanza di violenti temporali estivi.